# Nurceren Akgün Göktepe
Nurceren Akgün Göktepe (* als Nurceren Akgün am 20. Juni 1992 in Antalya) ist eine türkische Handballspielerin. Sie gehört sowohl der türkischen Hallen- wie auch der Nationalmannschaft im Beachhandball an. Sie spielte anfangs auf Linksaußen und wechselte im Laufe ihrer Karriere auf die Kreisläuferposition.
Akgün Göktepe arbeitet als Sportlehrerin an der weiterführenden Schule Hacı Bayram İmam Hatip Ortaokulu in Ankara.

## Hallenhandball
Akgün Göktepe begann ihre Karriere 2010 beim türkischen Spitzenclub Muratpaşa Belediyesi SK. Von 2012 bis 2014 wurde sie mit dem Verein dreimal in Folge türkische Meisterin. 2012 und 2014 gewann sie zudem den Pokal, 2015 stand sie im Finale. Den Supercup gewann sie 2012 und 2013, die beiden folgenden Jahre unterlag Akgün Göktepe mit ihrer Mannschaft. 2015 wechselte sie zum amtierenden Meister Ankara Yenimahalle BSK und gewann 2016 mit dem Team erneut den Titel. Das Pokalfinale wurde 2017 gegen Ardeşen GSK verloren, 2017 gegen den alten Verein Muratpaşa Belediyespor gewonnen. Die Supercup-Spiele 2016 und 2017 verlor sie mit ihrer Mannschaft.
Von der Saison 2010/11 bis 2019/20 nahm Akgün Göktepe mit ihren Mannschaften zehn Jahre in Folge an Europapokal-Wettbewerben teil. 2010/11 erreichte sie mit Muratpaşa Belediyesi das Finale des EHF Challenge Cups, unterlag dort aber Mios Biganos aus Frankreich. 2011/12 erreichte Akgün Göktepe mit Muratpaşa Belediyesi erneut das Finale des EHF-Challengecups, wo mit H.A.C. Handball erneut einer französischen Mannschaft unterlegen wurde. Die beiden Finalteilnahmen waren die bislang größten internationalen Erfolge türkischer Vereinsmannschaften. Nach der gescheiterten Qualifikation für die Championsleague 2012/13 startete Muratpaşa Belediyesi im Pokalsieger-Wettbewerb, wo in der zweiten Runde Ende war. Ein Jahr später schied die Mannschaft erneut in der Championsleague-Qualifikation aus, im Pokalsieger-Wettbewerb erreichten sie die dritte Runde. In der Saison 2014/15 wurde im EHF-Pokal das Halbfinale gegen Team Tvis Holstebro erreicht. Auch nach dem Wechsel zu Ankara Yenimahalle spielte Akgün Göktepe weiter international. 2015/16 scheiterte sie mit ihrer neuen Mannschaft wie schon zuvor an der Qualifikation zur Championsleague und nahm daraufhin am Pokalsieger-Wettbewerb teil. Im Achtelfinale schied das Team knapp gegen Swesda Swenigorod aus. Auch 2016/17 wurde in der Qualifikation zur Championsleague gescheitert und stattdessen erfolgte ein Start im EHF-Pokal. Hier schied die Mannschaft in der dritten Runde gegen den TuS Metzingen aus. 2017/18 erreichte Ankara Yenimahalle die zweite Runde des EHF-Pokals. Die beiden nächsten Jahre spielte Akgün Göktepe im Challenge-Cup. 2018/19 scheiterte die Mannschaft im Achtelfinale, 2019/20 in der dritten Runde.

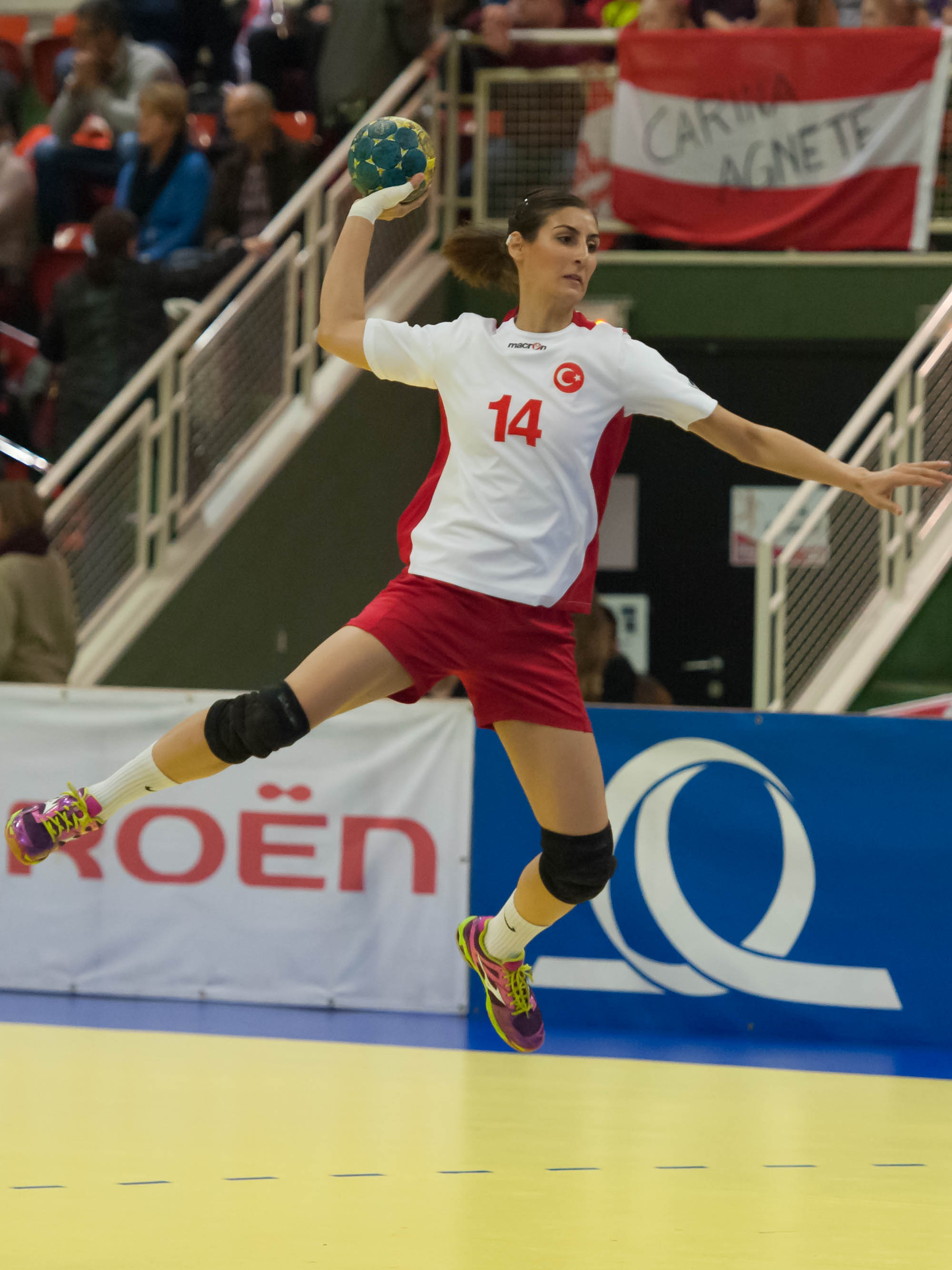
Akgün beim Qualifikationsspiel für die WM 2015 in Österreich

Nurceren Akgün Göktepe wurde im Oktober 2021 vom türkischen Erstligisten Kastamonu Belediyesi GSK unter Vertrag genommen. Seit der Saison 2024/25 läuft sie für Yalıkavak SK auf.
Akgün durchlief mehrere U-Mannschaften der Türkei, unter anderem gehörte sie 2010 und 2012 der Mannschaft bei den nicht erfolgreichen U-20-WM-Qualifikationen und 2011 bei der nicht erfolgreichen U-19-EM-Qualifikation an. Seit 2012 spielt Akgün für die türkische A-Nationalmannschaft und hat an fast allen gescheiterten Qualifikationsrunden zu Welt- und Europameisterschaften teilgenommen. Bei den vierten Islamic Solidarity Games 2017 in Baku gewann sie nach einer Finalniederlage gegen Aserbaidschan mit der türkischen Mannschaft die Silbermedaille. Bei den Mittelmeerspielen 2018 in Tarragona sowie bei den Mittelmeerspielen 2022 in Oran wurde sie mit der Türkei Fünfte.

## Beachhandball
Im Beachhandball gehörte Akgün erstmals bei den 2008 in Nagyatád im Rahmen von U-18-Junioreneuropameisterschaften einer türkischen Auswahlmannschaft an. In der Gruppenphase konnten die Türkinnen alle Spiele abgesehen von der Partie gegen die damalige Übermannschaft aus Ungarn gewinnen. Nach einem Sieg im Halbfinale über die Ukraine mit 16 von Akgün erzielten Punkten standen die Türkinnen im Finale erneut gegen die Ungarinnen und verloren deutlich. In allen sieben Spielen eingesetzt steuerte sie 57 Punkte zum Gewinn der Silbermedaille hinzu.
Ein Jahr später spielte Akgün bei ihren ersten Europameisterschaften mit der A-Nationalmannschaft. In Larvik verlor sie mit ihrer Mannschaft alle Spiele der Vorrunde und qualifizierte sich damit als Tabellenletzter nur für die Qualifizierungsrunde, in der auch einzig Polen geschlagen wurde. Nach zwei weiteren Niederlagen in der Trostrunde wurde die Türkei Turnierletzte. In neun Spielen erzielte Akgün 32 Punkte, 14 davon im zweiten Spiel als beste türkische Werferin gegen Polen, das anders als das erste Spiel verloren wurde.
2011 nahm Akgün in Umag an den U-19-Weltmeisterschaften teil. In der Vorrunde ging nur das Spiel gegen Russland verloren, womit die Türkei als Gruppenzweite in die Hauptrunde einzog. In der Hauptrunde kam eine weitere Niederlage gegen Ungarn hinzu, damit war die Türkei auch in der Hauptrunde Tabellenzweite. Da das Viertelfinale gegen Serbien verloren ging, blieben anschließend nur noch die Platzierungsspiele, die Akgün mit ihrer Mannschaft als Siebte beendete. In acht Spielen traf sie zu 89 Punkten. In vier Spielen war sie die beste Werferin der Türkei, gegen Norwegen mit der hohen Punktanzahl von 21. Im direkten Anschluss wurde Akgün auch für die A-Europameisterschaften an selber Stelle berufen. Nach einer durchwachsenen Vorrunde mit drei Siegen und drei Niederlagen gelang die Qualifikation für die Hauptrunde, wo die Türkei nach drei Niederlagen Letzte wurden. Damit qualifizierte sich die Mannschaft für das Viertelfinale gegen Norwegen, unterlag den Nordeuropäerinnen jedoch. Nach einer Niederlage und einem Sieg wurde Akgün auch mit der A-Mannschaft Siebte. In allen elf Spielen eingesetzt erzielte sie 83 Punkte. Gegen Zypern mit 15 und Polen mit 18 erzielten Punkten war sie die jeweils erfolgreichste Türkin.

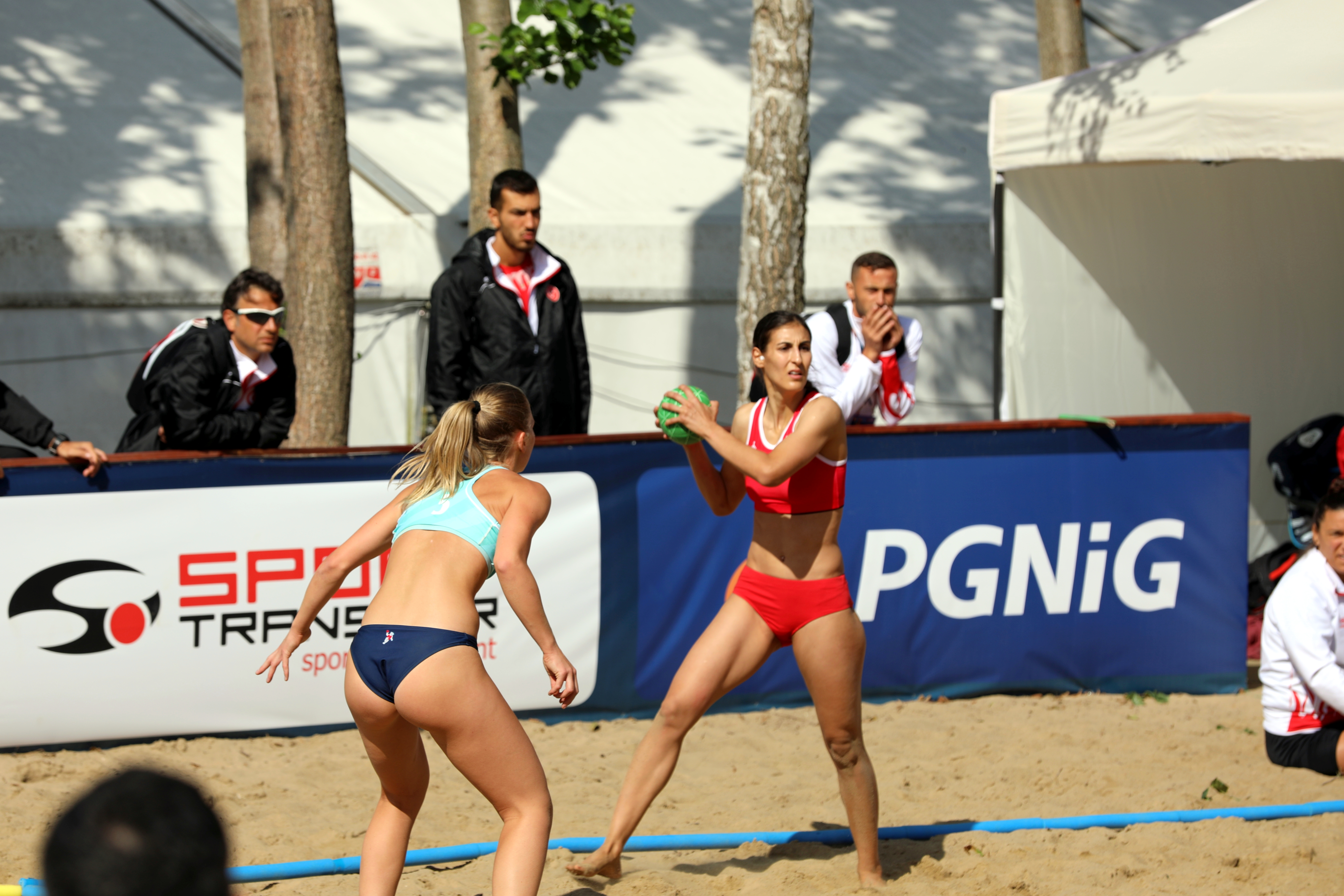
Akgün Göktepe im Angriff im Vorrundenspiel gegen Marielle Martinsen/Norwegen bei den Europameisterschaften 2019

Nach acht Jahren Abwesenheit nahm Akgün Göktepe 2019 in Stare Jabłonki zum dritten Mal an den Europameisterschaften teil. Nachdem die Türkei in ihrer Vorrunde nur gegen Rumänien gewonnen hatte, spielte die Mannschaft anschließend in der Trostrunde. Von dort ging die Mannschaft ungeschlagen in die Platzierungsspiele. Nach einem Sieg gegen Italien und einer Niederlage gegen Russland gewann die Türkei das abschließende Spiel um den elften Platz gegen die polnischen Gastgeberinnen. Akgün Göktepe wurde in neun der zehn Spiele eingesetzt und erzielte 69 Punkte, die zweitmeisten der türkischen Auswahl.

## Einzelbelege
1. ↑  ehf: 2024 Euro Women's Official Squad Lists, abgerufen am 21. November 2024
2. ↑  T.C. MİLLÎ EĞİTİM BAKANLIĞI ANKARA / ALTINDAĞ / Hacı Bayram İmam Hatip Ortaokulu. Abgerufen am 20. Juni 2021 (türkisch).
3. ↑  Kastamonu Belediyespor Kadın Hentbol Takımı, Nurceren Akgün Göktepe'yi transfer etti. Abgerufen am 16. Oktober 2021 (türkisch).
4. ↑  Göktepe Yalıkavak'ta. Abgerufen am 21. November 2024 (türkisch).
5. ↑  European Handball Federation - 2010 Women's World Championship U20 / Qualification Round Europe. Abgerufen am 20. Juni 2021 (englisch).
6. ↑  European Handball Federation - 2012 Women's World Championship U20 / Qualification Europe. Abgerufen am 20. Juni 2021 (englisch).
7. ↑  European Handball Federation - 2011 Women's World Championship / Play Off - Europe. Abgerufen am 20. Juni 2021 (englisch).
8. ↑  European Handball Federation - 2012 Women's European Championship / Qualification 2. Abgerufen am 20. Juni 2021 (englisch).European Handball Federation - 2012 Women's World Championship U20 / Qualification Europe. Abgerufen am 20. Juni 2021 (englisch).European Handball Federation - 2013 Women's World Championship / Qualification Europe. Abgerufen am 20. Juni 2021 (englisch).European Handball Federation - 2014 Women's European Championship / Qualification. Abgerufen am 20. Juni 2021 (englisch).European Handball Federation - 2015 Women's World Championship / Qualification Europe - Phase 1. Abgerufen am 20. Juni 2021 (englisch).European Handball Federation - 2016 Women's European Championship / Qualification Phase 2. Abgerufen am 20. Juni 2021 (englisch).European Handball Federation - 2018 Women's EHF EURO / Qualification 2. Abgerufen am 20. Juni 2021 (englisch).European Handball Federation - 2019 Women's World Championship / Qualification Europe Phase1. Abgerufen am 20. Juni 2021 (englisch).European Handball Federation - 2020 Women's EHF EURO / Women's EHF EURO 2020 Q Phase 2. Abgerufen am 20. Juni 2021 (englisch).
9. ↑  Hentbolhaber Net : Türkiye`nin En Güncel Hentbol Haber Sitesi: Serdar Eler, Milli Takım Aday Kadro listesini açıkladı. In: HentbolHaber.Net. 17. Februar 2017, abgerufen am 8. Februar 2021.
10. ↑  thf.org.tr: A Milli Kadın Hentbol Takımımız, Tunus'u yenerek Akdeniz Oyunları'nda 5'inci oldu, abgerufen am 8. Juli 2023
11. ↑  European Handball Federation - 2008 Women's ECh Beach Handball 18 / Final Round. Abgerufen am 20. Juni 2021 (englisch).
12. ↑  European Handball Federation - 2009 Women's ECh Beach Handball / Final Tournament. Abgerufen am 20. Juni 2021 (englisch).
13. ↑  European Handball Federation - 2011 Women's ECh Beach Handball 19 / Final Tournament. Abgerufen am 20. Juni 2021 (englisch).
14. ↑  European Handball Federation - 2011 Women's ECh Beach Handball / Final Tournament. Abgerufen am 20. Juni 2021 (englisch).
15. ↑  European Handball Federation - 2019 Women's ECh Beach Handball / Final Tournament. Abgerufen am 8. Februar 2021 (englisch).

| Personendaten    | Personendaten                                   |
| ---------------- | ----------------------------------------------- |
| NAME             | Akgün Göktepe, Nurceren                         |
| ALTERNATIVNAMEN  | Akgün, Nurceren (Geburtsname); Akgün, Nur Ceren |
| KURZBESCHREIBUNG | türkische Handball- und Beachhandballspielerin  |
| GEBURTSDATUM     | 20. Juni 1992                                   |
| GEBURTSORT       | Antalya, Türkei                                 |